# Campeonato Paulista 2021
El Campeonato Paulista de Fútbol 2021 fue la 120.ª edición del principal campeonato de clubes de fútbol del estado de São Paulo (Brasil). El torneo fue organizado por la Federación Paulista de Fútbol (FPF) y se extendió desde el 27 de febrero de 2021 hasta el 23 de mayo del mismo año. Concede tres cupos para la Copa de Brasil 2022 y dos cupos para el Campeonato Brasileño de Serie D para clubes no pertenecientes a la Serie A, Serie B o Serie C del Brasileirão.

## Sistema de juego
Los 16 clubes serán divididos en cuatro grupos con cuatro equipos cada uno. Los equipos de un grupo se enfrentan a los clubes de los otros grupos. En total, cada equipo participante disputa 12 partidos en la primera fase. Los dos primeros clasificados de cada grupo avanzan a cuartos de final, que se disputan en partido único en casa del club con mejor campaña de la primera fase. Las semifinales también son disputadas a partido único. La final se juega a partidos de ida y vuelta, sin tener en cuenta el gol en condición de visitante.
Los tres primeros del campeonato clasificarán para la Copa de Brasil 2022. Para esta edición, descenderán dos equipos y ascenderán otros dos para la edición del 2022. Los descendidos resultarán de la tabla general que reúne a todos los equipos.

## Equipos participantes

### Ascensos y descensos
| Pos. | Descendidos en la temporada 2020 |
| ---- | -------------------------------- |
| 15.º | Água Santa                       |
| 16.º | Oeste                            |

| Pos. | Ascendidos de la Serie A2 |
| ---- | ------------------------- |
| 1.º  | São Caetano               |
| 2.º  | São Bento                 |

### Información de los equipos
| Equipo              | Ciudad             | Estadio                   | Capacidad | Posición 2020  |
| ------------------- | ------------------ | ------------------------- | --------- | -------------- |
| São Bento           | Sorocaba           | Walter Ribeiro            | 13 772    | 2.º (Serie A2) |
| Botafogo F. C.      | Ribeirão Preto     | Santa Cruz                | 29 292    | 12.º           |
| Corinthians         | São Paulo          | Arena Corinthians         | 48 000    | 2.º            |
| Ferroviária         | Araraquara         | Arena da Fonte Luminosa   | 20 950    | 13.º           |
| Guarani             | Campinas           | Brinco de Ouro            | 35 000    | 9.º            |
| A. A. Internacional | Limeira            | Major José Levy Sobrinho  | 18 000    | 11.º           |
| Ituano              | Itu                | Novelli Júnior            | 18 560    | 14.º           |
| Mirassol            | Mirassol           | José María de Campos Maia | 15 000    | 12.º           |
| Novorizontino       | Novo Horizonte     | Jorge Ismael de Biasi     | 16 000    | 3.º            |
| São Caetano         | São Caetano do Sul | Anacleto Campanella       | 14 400    | 1.º (Serie A2) |
| Palmeiras           | São Paulo          | Allianz Parque            | 40 199    | 1.º            |
| Ponte Preta         | Campinas           | Moisés Lucarelli          | 19 728    | 4.º            |
| Red Bull Bragantino | Bragança Paulista  | Nabi Abi Chedid           | 17 022    | 5.º            |
| Santos              | Santos             | Vila Belmiro              | 16 798    | 8.º            |
| Santo André         | Santo André        | Bruno José Daniel         | 12 000    | 7.º            |
| São Paulo           | São Paulo          | Pacaembú                  | 67 428    | 6.º            |

## Primera fase

### Grupo A
| Pos. | Equipos          | PJ | PG | PE | PP | GF | GC | Dif. | Pts. | Clasificación |
| ---- | ---------------- | -- | -- | -- | -- | -- | -- | ---- | ---- | ------------- |
| 1.   | Corinthians      | 12 | 7  | 4  | 1  | 17 | 9  | +8   | 25   | Fase final    |
| 2.   | Inter de Limeira | 12 | 6  | 0  | 6  | 8  | 12 | −4   | 18   | Fase final    |
| 3.   | Santo André      | 12 | 3  | 4  | 5  | 9  | 13 | −4   | 13   |               |
| 4.   | Botafogo-SP      | 12 | 2  | 6  | 4  | 10 | 15 | −5   | 12   |               |

### Grupo B
| Pos. | Equipos     | PJ | PG | PE | PP | GF | GC | Dif. | Pts. | Clasificación |
| ---- | ----------- | -- | -- | -- | -- | -- | -- | ---- | ---- | ------------- |
| 1.   | São Paulo   | 12 | 8  | 3  | 1  | 28 | 9  | +19  | 27   | Fase final    |
| 2.   | Ferroviária | 12 | 6  | 3  | 3  | 20 | 12 | +8   | 21   | Fase final    |
| 3.   | Ponte Preta | 12 | 4  | 1  | 7  | 13 | 16 | −3   | 13   |               |
| 4.   | São Bento   | 12 | 1  | 6  | 5  | 8  | 14 | −6   | 9    |               |

### Grupo C
| Pos. | Equipos             | PJ | PG | PE | PP | GF | GC | Dif. | Pts. | Clasificación |
| ---- | ------------------- | -- | -- | -- | -- | -- | -- | ---- | ---- | ------------- |
| 1.   | Red Bull Bragantino | 12 | 6  | 5  | 1  | 15 | 7  | +8   | 23   | Fase final    |
| 2.   | Palmeiras           | 12 | 6  | 3  | 3  | 18 | 10 | +8   | 21   | Fase final    |
| 3.   | Novorizontino       | 12 | 5  | 4  | 3  | 17 | 12 | +5   | 19   |               |
| 4.   | Ituano              | 12 | 4  | 1  | 7  | 10 | 14 | −4   | 13   |               |

### Grupo D
| Pos. | Equipos     | PJ | PG | PE | PP | GF | GC | Dif. | Pts. | Clasificación |
| ---- | ----------- | -- | -- | -- | -- | -- | -- | ---- | ---- | ------------- |
| 1.   | Mirassol    | 12 | 5  | 3  | 4  | 15 | 15 | 0    | 18   | Fase final    |
| 2.   | Guarani     | 12 | 4  | 2  | 6  | 11 | 16 | −5   | 14   | Fase final    |
| 3.   | Santos      | 12 | 3  | 4  | 5  | 12 | 19 | −7   | 13   |               |
| 4.   | São Caetano | 12 | 0  | 3  | 9  | 4  | 22 | −18  | 3    |               |

## Fixture
- La hora de cada encuentro corresponde al huso horario correspondiente al Estado de São Paulo (UTC-3).

| São Bento           | 1 - 2 | Mirassol         | Walter Ribeiro             | 27 de febrero | 16:30 |
| Novorizontino       | 1 - 1 | Ponte Preta      | Jorge Ismael de Biasi      | 27 de febrero | 19:00 |
| Red Bull Bragantino | 0 - 0 | Corinthians      | Nabi Abi Chedid            | 28 de febrero | 18:00 |
| Santo André         | 2 - 2 | Santos           | Canindé                    | 28 de febrero | 19:00 |
| São Paulo           | 1 - 1 | Botafogo-SP      | Morumbi                    | 28 de febrero | 19:00 |
| Ferroviária         | 1 - 0 | Inter de Limeira | Brinco de Ouro da Princesa | 28 de febrero | 19:00 |
| Guarani             | 0 - 3 | Ituano           | Brinco de Ouro             | 1 de marzo    | 19:00 |
| Palmeiras           | 3 - 0 | São Caetano      | Allianz Parque             | 11 de marzo   | 19:00 |

| Mirassol         | 1 - 1 | Novorizontino       | Municipal de Mirassol | 2 de marzo | 19:00 |
| Inter de Limeira | 0 - 4 | São Paulo           | Major Levy Sobrinho   | 3 de marzo | 17:00 |
| Santos           | 1 - 1 | Ferroviária         | Vila Belmiro          | 3 de marzo | 17:00 |
| Corinthians      | 2 - 2 | Palmeiras           | Neo Química Arena     | 3 de marzo | 19:00 |
| São Caetano      | 0 - 2 | Red Bull Bragantino | Anacleto Campanella   | 3 de marzo | 19:00 |
| Ituano           | 1 - 0 | São Bento           | Novelli Júnior        | 4 de marzo | 15:00 |
| Botafogo-SP      | 0 - 1 | Guarani             | Santa Cruz            | 4 de marzo | 16:45 |
| Ponte Preta      | 0 - 1 | Santo André         | Moisés Lucarelli      | 4 de marzo | 19:00 |

| Inter de Limeira | 1 - 0 | Novorizontino       | Major Levy Sobrinho | 6 de marzo  | 16:30 |
| São Paulo        | 4 - 0 | Santos              | Morumbi             | 6 de marzo  | 19:00 |
| Corinthians      | 2 - 1 | Ponte Preta         | Neo Química Arena   | 7 de marzo  | 11:00 |
| Ituano           | 1 - 1 | Mirassol            | Novelli Júnior      | 7 de marzo  | 11:00 |
| Guarani          | 1 - 1 | Red Bull Bragantino | Brinco de Ouro      | 7 de marzo  | 15:00 |
| Santo André      | 0 - 0 | São Caetano         | Canindé             | 8 de marzo  | 19:00 |
| Ferroviária      | 5 - 0 | Botafogo-SP         | Fonte Luminosa      | 8 de marzo  | 19:00 |
| São Bento        | 1 - 1 | Palmeiras           | Raulino de Oliveira | 24 de marzo | 22:00 |

| Novorizontino       | 2 - 1 | São Paulo        | Jorge Ismael de Biasi | 13 de marzo | 16:30 |
| Guarani             | 0 - 0 | São Bento        | Brinco de Ouro        | 13 de marzo | 16:30 |
| Botafogo-SP         | 0 - 1 | Ponte Preta      | Santa Cruz            | 13 de marzo | 19:00 |
| Santos              | 2 - 1 | Ituano           | Vila Belmiro          | 13 de marzo | 19:00 |
| Mirassol            | 1 - 0 | Inter de Limeira | Municipal de Mirassol | 14 de marzo | 11:00 |
| Palmeiras           | 2 - 0 | Ferroviária      | Allianz Parque        | 14 de marzo | 16:00 |
| São Caetano         | 0 - 1 | Corinthians      | Anacleto Campanella   | 14 de marzo | 19:00 |
| Red Bull Bragantino | 2 - 1 | Santo André      | Nabi Abi Chedid       | 14 de marzo | 19:00 |

| Mirassol         | 0 - 1 | Corinthians         | Raulino de Oliveira | 23 de marzo | 21:00 |
| Santo André      | 0 - 0 | São Bento           | Canindé             | 13 de abril | 20:00 |
| São Caetano      | 0 - 2 | Novorizontino       | Anacleto Campanella | 14 de abril | 20:00 |
| Ituano           | 1 - 2 | Botafogo-SP         | Novelli Júnior      | 14 de abril | 22:00 |
| Inter de Limeira | 0 - 2 | Red Bull Bragantino | Major Levy Sobrinho | 15 de abril | 20:00 |
| Ponte Preta      | 3 - 0 | Santos              | Moisés Lucarelli    | 16 de abril | 20:00 |
| Palmeiras        | 0 - 1 | São Paulo           | Allianz Parque      | 16 de abril | 22:00 |
| Ferroviária      | 1 - 2 | Guarani             | Fonte Luminosa      | 20 de abril | 21:30 |

| Red Bull Bragantino | 2 - 1 | Mirassol         | Nabi Abi Chedid       | 17 de abril | 20:00 |
| Novorizontino       | 3 - 1 | Ferroviário      | Jorge Ismael de Biasi | 17 de abril | 22:15 |
| Botafogo-SP         | 0 - 0 | Palmeiras        | Santa Cruz            | 18 de abril | 20:00 |
| Santos              | 2 - 1 | Inter de Limeira | Vila Belmiro          | 18 de abril | 20:00 |
| Corinthians         | 2 - 0 | Ituano           | Neo Química Arena     | 18 de abril | 22:00 |
| São Bento           | 1 - 1 | São Caetano      | Walter Ribeiro        | 19 de abril | 22:15 |
| São Paulo           | 2 - 0 | Santo André      | Morumbi               | 23 de abril | 20:00 |
| Ponte Preta         | 3 - 1 | Guarani          | Moisés Lucarelli      | 5 de mayo   | 21:00 |

| São Paulo        | 1 - 0 | Red Bull Bragantino | Morumbi               | 12 de abril | 20:00 |
| Corinthians      | 1 - 1 | São Bento           | Neo Química Arena     | 16 de abril | 20:00 |
| Inter de Limeira | 1 - 0 | Ituano              | Major Levy Sobrinho   | 21 de abril | 21:00 |
| Mirassol         | 2 - 1 | Botafogo-SP         | Municipal de Mirassol | 21 de abril | 22:15 |
| São Caetano      | 1 - 2 | Ponte Preta         | Anacleto Campanella   | 22 de abril | 22:15 |
| Guarani          | 1 - 2 | Palmeiras           | Brinco de Ouro        | 23 de abril | 20:00 |
| Novorizontino    | 1 - 0 | Santos              | Jorge Ismael de Biasi | 23 de abril | 22:15 |
| Ferroviário      | 2 - 2 | Santo André         | Fonte Luminosa        | 29 de abril | 22:15 |

| Palmeiras           | 1 - 2 | Mirassol         | Allianz Parque   | 25 de abril | 20:00 |
| Red Bull Bragantino | 0 - 0 | Ferroviário      | Nabi Abi Chedid  | 25 de abril | 20:00 |
| Santos              | 0 - 2 | Corinthians      | Vila Belmiro     | 25 de abril | 20:00 |
| Botafogo-SP         | 1 - 1 | São Caetano      | Santa Cruz       | 25 de abril | 22:15 |
| Ituano              | 0 - 3 | São Paulo        | Novelli Júnior   | 25 de abril | 22:15 |
| Ponte Preta         | 0 - 1 | Inter de Limeira | Moisés Lucarelli | 26 de abril | 20:00 |
| Santo André         | 0 - 1 | Guarani          | Canindé          | 26 de abril | 22:15 |
| São Bento           | 1 - 1 | Novorizontino    | Walter Ribeiro   | 27 de abril | 21:30 |

| São Bento     | 1 - 2 | Red Bull Bragantino | Walter Ribeiro        | 10 de abril | 20:00 |
| Santos        | 0 - 0 | Botafogo-SP         | Vila Belmiro          | 10 de abril | 22:00 |
| Ferroviário   | 2 - 1 | Corinthians         | Fonte Luminosa        | 13 de abril | 20:00 |
| São Paulo     | 3 - 2 | Guarani             | Morumbi               | 14 de abril | 21:30 |
| Novorizontino | 2 - 0 | Santo André         | Jorge Ismael de Biasi | 20 de abril | 20:00 |
| São Caetano   | 0 - 1 | Ituano              | Anacleto Campanella   | 28 de abril | 21:00 |
| Ponte Preta   | 1 - 2 | Mirassol            | Moisés Lucarelli      | 29 de abril | 21:00 |
| Palmeiras     | 0 - 1 | Inter de Limeira    | Allianz Parque        | 29 de abril | 22:00 |

| Red Bull Bragantino | 1 - 1 | Santos        | Nabi Abi Chedid       | 1 de mayo | 20:00 |
| Guarani             | 2 - 1 | Novorizontino | Brinco de Ouro        | 2 de mayo | 20:00 |
| Santo André         | 0 - 1 | Palmeiras     | Canindé               | 2 de mayo | 20:00 |
| Corinthians         | 2 - 2 | São Paulo     | Neo Química Arena     | 2 de mayo | 22:15 |
| Ituano              | 2 - 1 | Ponte Preta   | Novelli Júnior        | 2 de mayo | 22:15 |
| Inter de Limeira    | 1 - 0 | São Caetano   | Major Levy Sobrinho   | 3 de mayo | 20:00 |
| Mirassol            | 1 - 3 | Ferroviário   | Municipal de Mirassol | 3 de mayo | 20:00 |
| Botafogo-SP         | 2 - 0 | São Bento     | Santa Cruz            | 3 de mayo | 22:15 |

| São Paulo           | 5 - 1 | São Caetano      | Morumbi               | 10 de abril | 20:00 |
| Guarani             | 0 - 1 | Corinthians      | Brinco de Ouro        | 11 de abril | 20:00 |
| Red Bull Bragantino | 2 - 0 | Ponte Preta      | Nabi Abi Chedid       | 19 de abril | 20:00 |
| Novorizontino       | 2 - 2 | Botafogo-SP      | Jorge Ismael de Biasi | 6 de mayo   | 20:00 |
| São Bento           | 2 - 1 | Inter de Limeira | Walter Ribeiro        | 6 de mayo   | 20:00 |
| Palmeiras           | 3 - 2 | Santos           | Allianz Parque        | 6 de mayo   | 21:00 |
| Santo André         | 2 - 1 | Mirassol         | Canindé               | 6 de mayo   | 21:00 |
| Ferroviário         | 1 - 0 | Ituano           | Fonte Luminosa        | 6 de mayo   | 22:15 |

| Botafogo-SP      | 1 - 1 | Red Bull Bragantino | Santa Cruz            | 9 de mayo | 16:00 |
| Corinthians      | 2 - 1 | Novorizontino       | Neo Química Arena     | 9 de mayo | 16:00 |
| Inter de Limeira | 1 - 0 | Guarani             | Major Levy Sobrinho   | 9 de mayo | 16:00 |
| Ituano           | 0 - 1 | Santo André         | Novelli Júnior        | 9 de mayo | 16:00 |
| Mirassol         | 1 - 1 | São Paulo           | Municipal de Mirassol | 9 de mayo | 16:00 |
| Ponte Preta      | 0 - 3 | Palmeiras           | Moisés Lucarelli      | 9 de mayo | 16:00 |
| Santos           | 2 - 0 | São Bento           | Vila Belmiro          | 9 de mayo | 16:00 |
| São Caetano      | 0 - 3 | Ferroviário         | Anacleto Campanella   | 9 de mayo | 16:00 |

## Trofeo del Interior
|  | Ronda previa    | Ronda previa    | Ronda previa        |                 |       | Semifinales     | Semifinales     | Semifinales     |  |               | Final         | Final      | Final      |  |
|  | 12 y 13 de mayo | 12 y 13 de mayo | 12 y 13 de mayo     |                 |       | 16 y 17 de mayo | 16 y 17 de mayo | 16 y 17 de mayo |  |               | 20 de mayo    | 20 de mayo | 20 de mayo |  |
|  |                 |                 |                     |                 |       |                 |                 |                 |  |               |               |            |            |  |
|  |                 |                 |                     |                 |       |                 |                 |                 |  |               |               |            |            |  |
|  |                 |                 |                     |                 |       |                 |                 |                 |  |               |               |            |            |  |
|  |                 |                 |                     |                 |       |                 |                 |                 |  |               |               |            |            |  |
|  |                 |                 |                     |                 |       |                 |                 |                 |  |               |               |            |            |  |
|  |                 | 2               | Novorizontino       | 4               |       |                 |                 |                 |  |               |               |            |            |  |
|  |                 |                 |                     | 4               |       |                 |                 |                 |  |               |               |            |            |  |
|  |                 |                 | 3                   | Ituano          | 0     |                 |                 |                 |  |               |               |            |            |  |
|  | 11              | Ituano          | 3                   | Ituano          | 0     | 5               |                 |                 |  |               |               |            |            |  |
|  | 11              | Ituano          |                     |                 |       |                 |                 |                 |  |               |               |            |            |  |
|  | 12              | Santo André     | 1                   |                 |       |                 |                 |                 |  |               |               |            |            |  |
|  | 12              | Santo André     | 1                   |                 |       |                 |                 |                 |  | Novorizontino | Novorizontino | 2          |            |  |
|  |                 |                 |                     |                 |       |                 |                 |                 |  | Novorizontino | Novorizontino | 2          |            |  |
|  |                 |                 | Ponte Preta         | Ponte Preta     | 0     |                 |                 |                 |  |               |               |            |            |  |
|  |                 |                 | Ponte Preta         | Ponte Preta     | 0     |                 |                 |                 |  |               |               |            |            |  |
|  |                 |                 |                     |                 |       |                 |                 |                 |  |               |               |            |            |  |
|  |                 |                 |                     |                 |       |                 |                 |                 |  |               |               |            |            |  |
|  |                 | CF              | Red Bull Bragantino | 1 (2)           |       |                 |                 |                 |  |               |               |            |            |  |
|  |                 |                 |                     | 1 (2)           |       |                 |                 |                 |  |               |               |            |            |  |
|  |                 |                 | 4                   | Ponte Preta (p) | 1 (4) |                 |                 |                 |  |               |               |            |            |  |
|  | 10              | Ponte Preta (p) | 4                   | Ponte Preta (p) | 1 (4) | 0 (14)          |                 |                 |  |               |               |            |            |  |
|  | 10              | Ponte Preta (p) |                     |                 |       |                 |                 |                 |  |               |               |            |            |  |
|  | 14              | Botafogo-SP     | 0 (13)              |                 |       |                 |                 |                 |  |               |               |            |            |  |
|  | 14              | Botafogo-SP     | 0 (13)              |                 |       |                 |                 |                 |  |               |               |            |            |  |
|  |                 |                 |                     |                 |       |                 |                 |                 |  |               |               |            |            |  |

| Bandera del estado de São Paulo |
| Campeón                         |
| Novorizontino 1.er título       |

## Fase final
|  | Cuartos de final | Cuartos de final    | Cuartos de final |           |   | Semifinales | Semifinales | Semifinales |  |           | Final           | Final           | Final           | Final           | Final           |  |
|  | 11 al 14 de mayo | 11 al 14 de mayo    | 11 al 14 de mayo |           |   | 16 de mayo  | 16 de mayo  | 16 de mayo  |  |           | 20 y 23 de mayo | 20 y 23 de mayo | 20 y 23 de mayo | 20 y 23 de mayo | 20 y 23 de mayo |  |
|  |                  |                     |                  |           |   |             |             |             |  |           |                 |                 |                 |                 |                 |  |
|  |                  |                     |                  |           |   |             |             |             |  |           |                 |                 |                 |                 |                 |  |
|  | 1B               | São Paulo           | 4                |           |   |             |             |             |  |           |                 |                 |                 |                 |                 |  |
|  | 1B               | São Paulo           | 4                |           |   |             |             |             |  |           |                 |                 |                 |                 |                 |  |
|  | 2B               | Ferroviária         | 2                |           |   |             |             |             |  |           |                 |                 |                 |                 |                 |  |
|  | 2B               | Ferroviária         | 2                |           | 1 | São Paulo   | 4           |             |  |           |                 |                 |                 |                 |                 |  |
|  |                  |                     |                  |           | 1 | São Paulo   | 4           |             |  |           |                 |                 |                 |                 |                 |  |
|  |                  |                     | 4                | Mirassol  | 0 |             |             |             |  |           |                 |                 |                 |                 |                 |  |
|  | 1D               | Mirassol (p)        | 4                | Mirassol  | 0 | 0 (4)       |             |             |  |           |                 |                 |                 |                 |                 |  |
|  | 1D               | Mirassol (p)        |                  |           |   |             |             |             |  |           |                 |                 |                 |                 |                 |  |
|  | 2D               | Guarani             | 0 (3)            |           |   |             |             |             |  |           |                 |                 |                 |                 |                 |  |
|  | 2D               | Guarani             | 0 (3)            |           |   |             |             |             |  | São Paulo | São Paulo       | 0               | 2               | 2               |                 |  |
|  |                  |                     |                  |           |   |             |             |             |  | São Paulo | São Paulo       | 0               | 2               | 2               |                 |  |
|  |                  |                     | Palmeiras        | Palmeiras | 0 | 0           | 0           |             |  |           |                 |                 |                 |                 |                 |  |
|  | 1A               | Corinthians         | Palmeiras        | Palmeiras | 0 | 0           | 0           | 4           |  |           |                 |                 |                 |                 |                 |  |
|  | 1A               | Corinthians         |                  |           |   |             |             | 4           |  |           |                 |                 |                 |                 |                 |  |
|  | 2A               | Inter de Limeira    | 1                |           |   |             |             |             |  |           |                 |                 |                 |                 |                 |  |
|  | 2A               | Inter de Limeira    | 1                |           | 2 | Corinthians | 0           |             |  |           |                 |                 |                 |                 |                 |  |
|  |                  |                     |                  |           | 2 | Corinthians | 0           |             |  |           |                 |                 |                 |                 |                 |  |
|  |                  |                     | 3                | Palmeiras | 2 |             |             |             |  |           |                 |                 |                 |                 |                 |  |
|  | 1C               | Red Bull Bragantino | 3                | Palmeiras | 2 | 0           |             |             |  |           |                 |                 |                 |                 |                 |  |
|  | 1C               | Red Bull Bragantino |                  |           |   |             |             |             |  |           |                 |                 |                 |                 |                 |  |
|  | 2C               | Palmeiras           | 1                |           |   |             |             |             |  |           |                 |                 |                 |                 |                 |  |
|  | 2C               | Palmeiras           | 1                |           |   |             |             |             |  |           |                 |                 |                 |                 |                 |  |
|  |                  |                     |                  |           |   |             |             |             |  |           |                 |                 |                 |                 |                 |  |

| Bandera del estado de São Paulo |
| Campeón                         |
| São Paulo 22.do título          |

## Clasificación general
| Pos. | Equipos             | PJ | PG | PE | PP | GF | GC | Dif. | Pts. | Nota                                                                 |
| ---- | ------------------- | -- | -- | -- | -- | -- | -- | ---- | ---- | -------------------------------------------------------------------- |
| 1.   | São Paulo           | 16 | 11 | 4  | 1  | 38 | 11 | +27  | 37   | Campeón y clasificado a Copa de Brasil 2022.                         |
| 2.   | Palmeiras           | 16 | 8  | 4  | 4  | 21 | 12 | +9   | 28   | Subcampeón y clasificado a Copa de Brasil 2022.                      |
| 3.   | Corinthians         | 14 | 8  | 4  | 2  | 21 | 12 | +9   | 28   | Clasificado a la Copa de Brasil 2022.                                |
| 4.   | Mirassol            | 14 | 5  | 4  | 5  | 15 | 19 | −4   | 19   | Clasificado a la Copa de Brasil 2022.                                |
| 5.   | Red Bull Bragantino | 14 | 6  | 6  | 2  | 16 | 9  | +7   | 24   | Clasificado a la Copa de Brasil 2022.                                |
| 6.   | Ferroviária         | 13 | 6  | 3  | 4  | 22 | 16 | +6   | 21   | Clasificado a la Copa de Brasil 2022 y Serie D 2022.                 |
| 7.   | Inter de Limeira    | 13 | 6  | 0  | 7  | 9  | 16 | −7   | 18   | Clasificado a la Serie D 2022.                                       |
| 8.   | Guarani             | 13 | 4  | 3  | 6  | 11 | 16 | −5   | 15   | Clasificado a la Copa de Brasil 2022.                                |
| 9.   | Novorizontino       | 14 | 7  | 4  | 3  | 23 | 12 | +11  | 25   | Campeón del Trofeo del Interior y clasificado a Copa de Brasil 2022. |
| 10.  | Ituano              | 14 | 5  | 1  | 8  | 15 | 19 | −4   | 16   |                                                                      |
| 11.  | Ponte Preta         | 15 | 4  | 3  | 8  | 14 | 19 | −5   | 15   | Clasificados a la Copa de Brasil 2022.                               |
| 12.  | Santos              | 12 | 3  | 4  | 5  | 12 | 19 | −7   | 13   | Clasificados a la Copa de Brasil 2022.                               |
| 13.  | Santo André         | 13 | 3  | 4  | 6  | 10 | 18 | −8   | 13   | Clasificado a la Serie D 2022.                                       |
| 14.  | Botafogo-SP         | 13 | 2  | 7  | 4  | 10 | 15 | −5   | 13   | Clasificado a la Copa de Brasil 2022.                                |
| 15.  | São Bento           | 12 | 1  | 6  | 5  | 8  | 14 | −6   | 9    | Descendidos a la Serie A2 2022.                                      |
| 16.  | São Caetano         | 12 | 0  | 3  | 9  | 4  | 22 | −18  | 3    | Descendidos a la Serie A2 2022.                                      |

## Goleadores
- Actualizado el 23 de mayo de 2021.

| Jugador       | Equipo        | Goles |
| ------------- | ------------- | ----- |
| Bruno Mezenga | Ferroviária   | 9     |
| Moisés        | Ponte Preta   | 6     |
| Jenison       | Novorizontino | 5     |
| Pablo         | São Paulo     | 5     |